# 381
381（三百八十一、さんびゃくはちじゅういち）は自然数、また整数において、380の次で382の前の数である。

## 性質
- 381は合成数であり、約数は 1, 3, 127, 381 である。
  - 約数の和は512。
    - 約数の和が立方数になる8番目の数である。1つ前は187、次は690。
    - 約数の和が2の累乗数になる9番目の数である。1つ前は217、次は651。
- 119番目の半素数である。1つ前は377、次は382。
- 381 = 190 + 191 + 192
  - a = 19 のときの a0 + a1 + a2 の値とみたとき1つ前は343、次は421。
  - 19の累乗和とみたとき1つ前は20、次は7240。(オンライン整数列大辞典の数列 A218722)
    - 381 = 193 − 1/19 − 1 = 203 + 1/20 + 1

  - 素数 p = 19 のときの p0 + p1 + p2 の値とみたとき1つ前は307、次は553。(オンライン整数列大辞典の数列 A060800)
- 素数の総和で表せる16番目の数である。1つ前は328、次は440。
381 = 2 + 3 + 5 + 7 +･･･ + 53
- 約数の和が381になる数は1個ある。(361) 約数の和1個で表せる79番目の数である。1つ前は380、次は396。
  - 約数の和が奇数になる22番目の奇数である。1つ前は363、次は399。
- 各位の和が12になる33番目の数である。1つ前は372、次は390。
- 各位の積が各位の和の2倍になる11番目の数である。1つ前は318、次は415。(オンライン整数列大辞典の数列 A062034)
- 381 = 22 + 42 + 192 = 22 + 112 + 162 = 42 + 132 + 142 = 52 + 102 + 162 = 82 + 112 + 142
  - 3つの平方数の和5通りで表せる9番目の数である。1つ前は354、次は386。(オンライン整数列大辞典の数列 A025325)
  - 異なる3つの平方数の和5通りで表せる7番目の数である。1つ前は350、次は389。(オンライン整数列大辞典の数列 A025343)

## その他 381 に関連すること
- 国際電話番号の381は、セルビア。
- 国鉄381系電車は、日本国有鉄道が設計・製造した特急形車両。
- 第三八一海軍航空隊は、大日本帝国海軍の飛行隊。
- サマーズ(USS Somers, DD-381)は、アメリカ海軍の駆逐艦。
- サンドランス(USS Sand Lance, SS-381)は、アメリカ海軍の潜水艦。